# Beca Boden
La beca Boden es una beca que se estableció en 1833 en la Universidad de Oxford para alentar a los estudiantes que desearan aprender sánscrito.

## Historia
El teniente coronel Joseph Boden, del que la beca toma su nombre, sirvió en la infantería nativa de Bombay de la Compañía Británica de las Indias Orientales desde 1781 hasta su retiro en 1807. Falleció el 21 de noviembre de 1811 y en su testamento solicitó que sus ingresos pasaran a la Universidad de Oxford para establecer una cátedra de sánscrito después de la muerte de su hija. Cuando ella murió, en agosto de 1827, la universidad aceptó la petición de Boden y se eligió al primer profesor Boden de sánscrito en 1832.
La herencia de Boden también se utiliza para «alentar al estudio y al dominio en la lengua sánscrita y su literatura». Bajo los acuerdos sancionados por la Corte de Cancillería en 1830 y 1860, las becas —dos al principio, luego cuatro— están a disposición de los estudiantes menores de 25 años y duran cuatro años. Los académicos recibían cincuenta libras al año en el siglo XIX. Las mujeres pueden aplicar para la beca desde 1931.
Desde 2012, las becas se pueden mantener por dos años, con la posibilidad de extenderse por otro año más, y están a disposición de todos los graduados de la universidad, excepto para los cuales su lengua materna sea «cualquier idioma de la India», hasta la edad de treinta años, y para los que no hayan estado en Oxford por más de tres años. El número de académicos y el valor del reconocimiento son decididos por la Facultad de Estudios Orientales de la universidad.

## Académicos
- William Alder Strange (1833)
- Alexander Forbes, posteriormente obispo de Brechin.
- Edward Johnston, indólogo.
- Robert Payne Smith (posteriormente deán de Canterbury)[3]
- Brajendranath De, octavo miembro indio del Servicio Civil Indio[5]
- Har Dayal, fundador del Partido Ghadar[6]